# بیان جنسیت
بیان جنسیت یا ابراز جنسیت (به انگلیسی: gender expression) ظاهر و رفتارهای مرتبط با جنسیت افراد در یک بافت فرهنگی مشخص است، که معمولا به مردانه و زنانه تقسیم می‌شود. این تقسیم‌بندی‌ها معمولا متکی به کلیشه‌ها هستند. بیان جنسیت شامل نقش‌های جنسیتی نیز می‌شود. 
بیان جنسیت فرد می‌تواند نا‌هم‌سو با هویت جنسیتی یا جنس انتسابی او باشد. مثلا ممکن است فرد با جنسیت مرد، بیان جنسیت منتسب به زنان را داشته باشد و آن را با رفتار، ظاهر، پوشش یا هر چیز دیگر که در آن بافت فرهنگی زنانه تلقی می‌شود، ابراز کند.